# Lennart Magnusson
Lennart Carl Oscar Magnusson (Stoccolma, 1º gennaio 1924 – Sundsvall, 2 settembre 2011) è stato uno schermidore svedese, vincitore di una medaglia d'argento nella scherma ai giochi olimpici.